# Carolina de Vasa
Carolina Frederica Francisca Estefânia Amélia Cecília de Vasa (em sueco: Karolina Fredrika Franciska Stefania Amalia Cecilia av Wasa; alemão: Caroline Friederike Franziska Stephanie Amelie Cäcilie von Wasa; Viena, 5 de agosto de 1833 – Dresden, 15 de dezembro de 1907), também conhecida como Carola de Vasa, foi a esposa do rei Alberto e a última rainha consorte do Reino da Saxônia de 1873 até 1902.

## Biografia

### Família
Carolina, mais conhecida como Carola, era a filha de Gustavo, ex-príncipe herdeiro da Suécia, e da princesa Luísa Amélia de Baden. Seu avô foi o rei Gustavo IV Adolfo, deposto por um golpe de Estado em 1809. Em virtude do exílio de sua família, Carolina nasceu no Palácio de Schönbrunn, em Viena.
Na década de 1850, ela foi considerada uma das mais belas princesas reais da Europa. Carolina tinha muitos pretendentes e cogitou-se casá-la com Napoleão III de França, seu primo por parte de sua avó materna, a princesa Estefânia de Beauharnais, filha adotiva de Napoleão I. Seu pai, entretanto, foi contrário ao casamento, devido à instabilidade política da França e à disputa histórica sua dinastia com a monarquia de Napoleão. Vinte anos depois, quando Napoleão III foi deposto, seu pai teria comentado: "Eu previ corretamente!".

### Casamento
Em 1852, contra a vontade de seu pai, Carolina converteu-se ao catolicismo. Casou-se em Dresden, em 18 de junho de 1853, com o príncipe Alberto, herdeiro do trono da Saxônia. O casal não teve filhos. Seus herdeiros mais próximos, eram: pelo lado paterno, Frederico II, Grão-duque de Baden e, pelo lado materno, o rei Carlos I da Romênia.

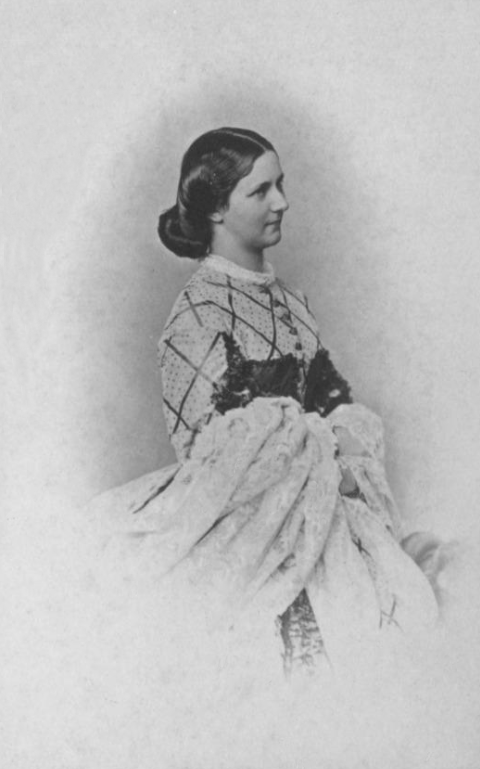
A princesa na década de 1860.

Já como princesa-herdeira consorte, Carolina começou a atuar em questões sociais, tarefa que ela continuaria como uma rainha. Em 1866, ela visitou os hospitais de campanha saxões em Viena, onde ficou conhecida como boa samaritana. Em 1867, ela fundou a "Comissão Alberto", que contribuiu com os cuidados médicos ao exército alemão durante a guerra de 1870-71. Por seu trabalho, ela foi condecorada com a Ordem de Luísa da Prússia e a Ordem de Sidônia da Saxônia.

### Rainha da Saxônia
Em 1873, seu marido foi coroado rei, como Alberto I. Em 1884, por intermédio de Carolina, a deposta Casa de Vasa fez as pazes com a reinante Casa de Bernadotte, permitindo que os restos mortais de seu avô, Gustavo IV Adolfo, seu pai e seu irmão, fossem trasladados para Estocolmo e sepultados na Cripta Real de Riddarholmen. Em 1888, Carolina e Alberto fizeram uma visita oficial à Suécia.

### Morte
Carolina morreu em Dresden, em 15 de dezembro de 1905, aos 72 anos de idade. Responsável pela fundação de escolas, hospitais e instituições para idosos e deficientes, Carolina foi uma das mais populares rainhas da Europa. Seu corpo foi sepultado na cripta real da Catedral da Santíssima Trindade, em Dresden.

## Títulos, estilos e honras

### Títulos e estilos
- 5 de agosto de 1833 – 18 de junho de 1853: "Sua Alteza Real, a princesa Carolina da Suécia" (de jure)
- 18 de junho de 1853 – 29 de outubro de 1873: "Sua Alteza Real, a Princesa Alberto da Saxônia"
- 29 de outubro de 1873 – 19 de junho de 1902: "Sua Majestade, a Rainha da Saxônia"
- 19 de junho de 1902 – 15 de dezembro de 1907: "Sua Majestade, a Rainha-viúva da Saxônia"

### Honras
- Espanha: 499.° Dama Nobre da Ordem da Rainha Maria Luísa - .